# Parus
Parus és un gènere d'ocells de la família dels pàrids (Paridae ).

## Taxonomia
Segons la Classificació del Congrés Ornitològic Internacional (versió 13.1, 2023) aquest gènere està format per 4 espècies:
- Parus major - mallerenga carbonera.
- Parus minor - mallerenga del Japó.
- Parus cinereus - mallerenga funesta.
- Parus monticolus - mallerenga dorsiverda.

Alguns autors afegeixen a les espècies del gènere Parus les dels gèneres Cyanistes, Periparus, Lophophanes i Poecile, tots ells amb espècies autòctones als Països Catalans. Vegeu l'article de cada gènere pel llistat d'espècies.